# Ručići
Ručići (cyr. Ручићи) – wieś w Serbii, w okręgu morawickim, w gminie Gornji Milanovac. W 2011 roku liczyła 89 mieszkańców.